# Халкиас, Константинос
Константи́нос «Ко́стас» Халкиа́с (греч. Κωνσταντίνος «Κώστας» Χαλκιάς; 30 мая 1974, Лариса, Греция) — греческий футболист, вратарь, завершивший свою карьеру в 2018 году.

## Карьера
Профессиональную карьеру начал в 1995 году в «Панатинаикосе», в 1996 году перешёл в афинский «Аполлон». В 1998 году вернулся в «Панатинаикос», затем с 2001 года отыграл 2 сезона в клубе «Ираклис», после чего в 2003 году снова вернулся в «Панатинаикос». В 2005 году сыграл 5 матчей за «Портсмут», а в 2006 году переехал в Испанию в клуб «Реал Мурсия», за который сыграл два матча. Летом того же 2006 года перешёл в «Арис», а 28 мая 2008 года заключил двухлетний контракт с клубом ПАОК.
С 2002 года играет в составе национальной сборной Греции. Чемпион Европы 2004 года. Участник чемпионата Европы 2008 года. Самый возрастной футболист среди всех игроков команд, заявленных на Евро 2012.

## Достижения
Панатинаикос
- Чемпион Греции (2): 1995/96, 2003/04
- Обладатель Кубка Греции (1): 2003/04

Сборная Греции
- Чемпион Европы (1): 2004